# SHOJI-METASONIK
SHOJI-METASONIK（ショージ・メタソニック、本名：川代 祥治（かわだい しょうじ）、1982年10月21日- ）は日本のキーボーディスト。青森県八戸市出身。身長169cm。
音楽専門学校入学を機に上京。2005年9月11日より3B LAB.☆Sのメンバーとしてキーボード・コーラスを担当していたが、2006年6月に脱退した。3B LAB.☆S脱退後、様々なジャンルのユニット活動、サポート活動を経て、2013年よりラテンジャズトリオ、「16-BIT Generator」のピアニストとして、また「川代祥治」名義で数々のアーティストのライブサポート等で活躍している。

## 人物
- 幼少時代からピアノ、キーボード、チェロ、DJと多数の楽器を演奏する。
- 派手な風貌、髪形をしている事が多い。
- 声が高く、またその風貌から、実年齢より若く見られることが多い。
- 3B LAB.☆Sの楽曲の中には彼が作曲・作詞を担当したものもある。
- CDのみチェロを演奏することもある。
- 3B LAB.☆S後、岡平健治のソロデビューシングル「告白」のカップリング曲のアレンジ版に参加した。

## 以下、「METAMANIA」より
- 両耳、口、鼻に計21個のピアスをしている。
- 中学時代は不登校で、1年の中で登校した日を数えたほうが早いくらいだった。

高校時代は真面目にバスケットをしていた。　
- ゲームが好きである。ペルソナシリーズ、FFシリーズなど。
- 好きな音楽ジャンルはUKハード・ハウス・テクノ・パンクなど。
- 酒豪。ビールは毎日飲む。泥酔して家の鍵や財布を紛失することがある。
- ビール、チョコ、チーズが大好物である。苦手なものは和菓子全般、ピーマン、ブロッコリー、アボカド等。ナスが全くもって食べられない。
- 「きくち」という雌の柴犬を飼っている。

## メンバー加入
2005年、6thシングル『Let's HappicE Life!』よりサポートメンバーとして加入。3rdアルバム『黄昏EVOLUTION#3』の制作に参加した後、2005年9月11日の日比谷野外音楽堂でのライブより畝沖修司とともに正式メンバーとして加入する。